# وراگاما
وراگاما (به لاتین: Weragama) یک منطقهٔ مسکونی در سری‌لانکا است که در استان ساباراگامووا واقع شده‌است.